# Isostola nigrivenata
Isostola nigrivenata là một loài bướm đêm thuộc phân họ Arctiinae, họ Erebidae.